# Georg von Körbling

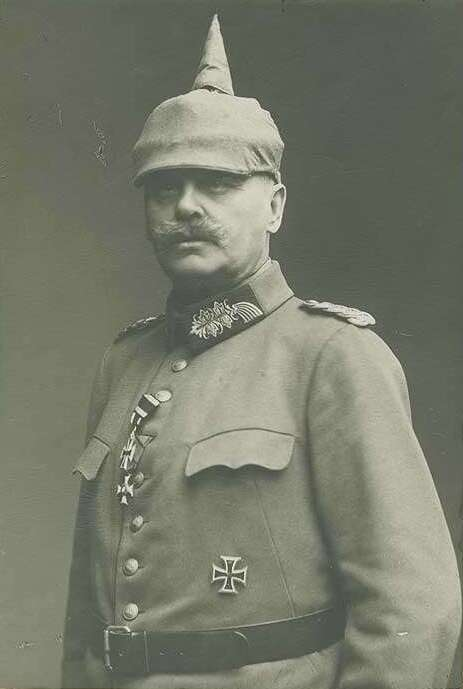
Georg von Körbling (1856–1942)

Georg Heinrich Johann Baptist Körbling, ab 1911 von Körbling (* 12. Mai 1856 in Würzburg; † 27. Januar 1942 in Ulm) war ein württembergischer Generalleutnant im Ersten Weltkrieg.

## Leben

### Herkunft
Georg war ein Sohn des bayerischen Genie-Oberleutnants und späteren Obersten Ignaz Körbling (1822–1911) und dessen Frau Auguste, geb. Hausmann (1828–1881). Mit 13 Jahren wurde er in die Bayerische Kadettenschule in München aufgenommen, in der er eine fünfjährige militärische Ausbildung erhielt.

### Militärkarriere
Körbling trat am 1. Oktober 1874 als Fahnenjunker in das Grenadier-Regiment „König Karl“ (5. Württembergisches) Nr. 123 ein und avancierte dort am 14. Juni 1875 als Unteroffizier zum Portepee-Fähnrich. Am 7. Februar 1886 erfolgte im selben Regiment seine Beförderung zum Sekondeleutnant.
Am 8. November 1886 wurde Körbling unter Beförderung zum Premier-Leutnant in das Infanterie-Regiment „Kaiser Wilhelm, König von Preußen“ (2. Württembergisches) Nr. 120 versetzt. Dort erfolgte am 24. Februar 1892 seine Beförderung zum überzähligen Hauptmann, ehe er im Juni desselben Jahres als Kompaniechef in sein Stammregiment, das Grenadier-Regiment „König Karl“ (5. Württembergisches) Nr. 123, versetzt wurde.
Mit Wirkung vom 1. April 1897 wurde Körbling als Kompaniechef nach Ulm in das neu aufzustellende 9. Württembergisches Infanterie-Regiment Nr. 127 versetzt. Im Dezember 1899 wurde ihm in dieser Dienststellung für seine 25-jährige Militärdienstzeit durch Allerhöchste Ordre von König Wilhelm II. das Dienstehrenzeichen I. Klasse verliehen. Mit Verfügung vom 12. September 1902 erhielt Körbling den Charakter eines Majors und wurde dem Regiment aggregiert. Im Dezember desselben Jahres erhielt er das Patent seines Dienstgrads.
Am 25. Januar 1903 wurde Körbling das Ritterkreuz I. Klasse des Friedrichs-Ordens verliehen, ehe er mit Verfügung vom 18. August 1903 zum Bataillons-Kommandeur im 9. Württembergisches Infanterie-Regiment Nr. 127 ernannt wurde. In dieser Dienststellung wurde ihm am 5. Mai 1908 das Ritterkreuz des Ordens der Württembergischen Krone verliehen.
Mit Verfügung vom 24. März 1909 erfolgte dann seine Versetzung in den Stab des Infanterie-Regiment „Großherzog Friedrich von Baden“ (8. Württembergisches) Nr. 126, wo er am 17. September 1909 zum Oberstleutnant befördert wurde. In dieser Dienststellung erhielt er durch Allerhöchste Ordre vom 7. Juni 1910 die Erlaubnis zur Anlegung des Preußischen Kronen-Orden III. Klasse. Im Mai des darauffolgenden Jahres wurde Körblin von König Wilhelm II. mit dem Ehrenkreuz des Ordens der Württembergischen Krone ausgezeichnet. Damit verbunden war die Erhebung in den persönlichen, nicht vererbbaren württembergischen Adelsstand und er durfte ab diesem Zeitpunkt das Prädikat „von“ in seinem Namen tragen.
Am 22. März 1912 wurde Oberstleutnant von Körbling unter Versetzung in das Infanterie-Regiment „Kaiser Wilhelm, König von Preußen“ (2. Württembergisches) Nr. 120 mit der Regimentsführung beauftragt. Dort wurde ihm mit Erlaubnis vom 29. März 1912 die Anlegung des Ritterkreuzes I. Klasse mit Eichenlaub des Großherzoglich Badischen Ordens vom Zähringer Löwen erteilt. Am 22. April 1912 erfolgte unter Beförderung zum Oberst seine Ernennung zum Regimentskommandeur. Mit Allerhöchster Ordre vom 26. Juni 1912 erhält er die Erlaubniserteilung zur Anlegung des Königlich Preußischen Roten Adler-Ordens III. Klasse und mit Erlaubnis vom 2. Juli 1913 die Krone zum Königlich Preußischen Roten Adler-Orden III. Klasse. Im Mai 1914 wurde ihm das Kommenturkreuz II. Klasse des Friedrichs-Ordens verliehen.
Mit Beginn des Ersten Weltkriegs rückte von Körbling mit seinem Regiment ins Feld und nahm sodann innerhalb der 27. Infanterie-Division an den Kämpfen an der Westfront teil. Hierfür wurden ihm neben den beiden Klassen des Eisernen Kreuzes auch das Ritterkreuz zum Militärverdienstorden verliehen. Noch vor Jahreswechsel wurde er im Dezember 1914 infolge Krankheit in der Führung des Regiments von Oberst Theodor Renner ersetzt.
Am 27. Januar 1915 wurde von Körbling zum Generalmajor befördert und übernahm im Februar desselben Jahres erneut die Führung über das Infanterie-Regiment „Kaiser Wilhelm, König von Preußen“ (2. Württembergisches) Nr. 120, ehe er im April mit der Führung der 53. Infanterie-Brigade (3. Königlich Württembergische) betraut wurde. Mit dieser Einheit war von Körbling zunächst in den Argonnen, ab Januar 1916 in Flandern und ab Juli 1916 an der Somme eingesetzt.
Auf Grund einer erneuten Erkrankung wurde er im September 1916 zu den Offizieren von der Armee versetzt, ehe er im Oktober zum Kommandeur der 1. Stellvertretenden 54. Infanterie-Brigade in Ulm ernannt wurde. In dieser Dienststellung wurde ihm im Februar 1917 die Trageerlaubnis für den Königlich Preußischen Roten Adler-Orden II. Klasse mit Schwertern erteilt und im August desselben Jahres wurde ihm das Wilhelmskreuz mit Schwertern verliehen. Im Oktober folgte die Verleihung des Großoffizierkreuz des Königlich Bulgarischen St. Alexander-Ordens mit Schwertern. Gesundheitlich wiederhergestellt übernahm von Körbling im November 1917 die Führung über die 37. Reserve-Infanterie-Brigade.
Im Februar wurde von Körbling mit dem Kommenturkreuz des Ordens der Württembergischen Krone mit Schwertern und im März mit dem Österreichisch-Ungarischen Militär-Verdienstkreuz II. Klasse mit der Kriegsdekoration II. Klasse ausgezeichnet. Im gleichen Monat folgte seine Ernennung zum Kommandeur der 202. Infanterie-Division, mit der er ebenfalls an der Westfront eingesetzt war. Im Juni 1918 wurde er aber bereits durch Generalleutnant Gustav Wilhelm Hoebel ersetzt und am 15. Juli 1918 zum Generalleutnant zur Disposition befördert.
Mit Kriegsende und Demobilmachung wurde von Körbling als Offizier von der Armee dem Kommandieren General des XIII. Armeekorps zur Verfügung gestellt. Am 28. Juli 1919 wurde er in Genehmigung seines Abschiedsgesuches mit Pension zur Disposition gestellt.
Von Körbling starb am 27. Januar 1942 im 86. Lebensjahr in seiner Heimatstadt Ulm.

### Privatleben
Körbling war ab dem 27. Juli 1886 mit Adelinde von Fischer (* 1862) verheiratet. Aus der Ehe entstammten zwei Söhne.

## Archivische Überlieferungen
Die militärische Personalakte von Georg von Körbling befindet sich im Hauptstaatsarchiv Stuttgart unter Bestand M 430/2 Bü 1111. Sein militärischer Nachlass wird wie der seines Sohnes Alfred im Hauptstaatsarchiv Stuttgart unter Bestand M 660/133 aufbewahrt.